# Zach Clough
Pour les articles homonymes, voir Clough.
Zach Clough, né le 8 mars 1995 à Denton, est un footballeur anglais qui évolue au poste d'attaquant à Carlisle United.

## Carrière
Lors de la saison 2015-2016, il inscrit sept buts en deuxième division anglaise avec le club des Bolton Wanderers.
Le 31 janvier 2017, il rejoint Nottingham Forest.
Le 31 janvier 2018, il est prêté à Bolton Wanderers.
Le 31 août 2018, il est prêté à Rochdale. Le 31 janvier, pareil.
Le 22 janvier 2020, il rejoint Wigan Athletic.